# Jisra’el Kac (ur. 1955)
Jisra’el Kac (hebr.: ישראל כץ, ang.: Yisrael Katz, ur. 21 września 1955 w Aszkelonie) – izraelski agronom i polityk, w latach 2019–2020 i w 2024 minister spraw zagranicznych, w latach 2015-2020 minister wywiadu, w latach 2009–2019 minister transportu i bezpieczeństwa drogowego, w latach 2003–2006 minister rolnictwa, od 2020 do 2021 minister finansów, a od listopada 2024 minister obrony. Od 1998 poseł do Knesetu z listy Likudu.

## Życiorys
Urodził się 21 września 1955 w Aszkelonie. Powołany do wojska w 1973, służył przez cztery lata jako spadochroniarz. W wojsku dosłużył się stopnia kapitana. Studiował na Uniwersytecie Hebrajskim w Jerozolimie, gdzie zdobył bakalaureat, a następnie M.A. w zakresie agronomii.
W wyborach parlamentarnych w 1996 nie dostał się do izraelskiego parlamentu ze wspólnej listy Likud-Geszer-Comet, jednak 18 listopada 1998 wszedł w skład czternastego Knesetu po rezygnacji Ehuda Olmerta.  W 1999 uzyskał reelekcję z listy Likudu. W 2003 ponownie dostał się do Knesetu, a 28 lutego 2003 wszedł w skład II rządu Ariela Szarona jako minister rolnictwa. W wyniku tarć w koalicji Kac, Limor Liwnat, Silwan Szalom i Dan Nawe zrezygnowali z funkcji ministerialnych w styczniu 2006, nie przystąpili też do nowej partii Szarona – Kadimy. W wyborach w 2006 i 2009 uzyskiwał reelekcję. 31 marca 2009 został ministrem transportu i bezpieczeństwa drogowego w II rządzie Binjamina Netanjahu. W 2013 zdobył mandat ze wspólnej listy Likud-Nasz Dom Izrael, a w kolejnym rządzie Netanjahu pozostał na stanowisku ministra transportu. W przyśpieszonych wyborach w 2015 po raz kolejny zdobył mandat poselski, a w IV rządzie Netanjahu obok stanowiska ministra transportu objął urząd ministra wywiadu. 18 lutego 2019 został pełniącym obowiązki ministra spraw zagranicznych. W kwietniowych wyborach uzyskał reelekcję. 29 maja został pełnoprawnym ministrem dyplomacji. 23 czerwca ustąpił ze stanowiska ministra transportu na rzecz Becalela Smotricza.
Od 17 maja 2020 roku zaprzysiężony na ministra finansów. Urząd sprawował do czasu zaprzysiężenia nowego rządu 13 czerwca 2021 r. Tego dnia nowym ministrem finansów został Awigdor Lieberman.
Od początku 2024 roku był ministrem spraw zagranicznych Izraela, zastąpił Eliego Cohena. 5 listopada 2024 został mianowany nowym ministrem obrony narodowej Izraela, zastąpił odwołanego Jo’awa Gallanta.

## Życie prywatne
Jest żonaty, ma dwoje dzieci, mieszka w moszawie Kefar Achim.